# Lophocoleus iridescens
Lophocoleus iridescens là một loài bướm đêm trong họ Noctuidae.